# Mercatel
Mercatel település Franciaországban, Pas-de-Calais megyében. Lakosainak száma 726 fő (2022. január 1.). Mercatel Beaurains, Agny, Boiry-Becquerelle, Boisleux-au-Mont, Boisleux-Saint-Marc, Ficheux és Neuville-Vitasse községekkel határos.

## Népesség
A település népességének változása:
| Lakosok száma | 620  | 663  | 683  | 697  | 707  | 716  | 726  | 725  | 726  |
|               | 2013 | 2015 | 2016 | 2017 | 2018 | 2019 | 2020 | 2021 | 2022 |